# Trifolium wettsteinii
Trifolium wettsteinii là một loài thực vật có hoa trong họ Đậu. Loài này được Dorfl. & Hayek miêu tả khoa học đầu tiên.